# اصفرار (طب)

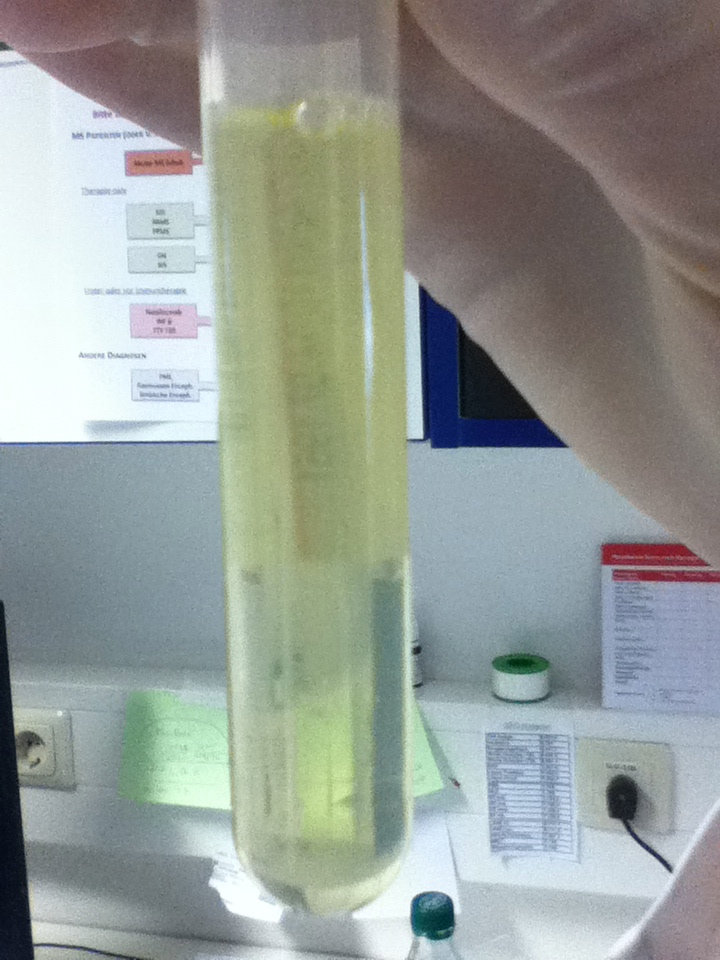

الاصفرار أو الزانتوكروميا (بالإنجليزية: Xanthochromia)‏ من الزانثوس اليوناني (yellow ανθός) «الأصفر» و chroma (χρώμα) «اللون»، هو مظهر مصفر للسائل الدماغي الشوكي يحدث بعد عدة ساعات من النزيف في الحيز تحت العنكبوتية بسبب بعض الحالات الطبية. يُمكن تحديد وجودها إما عن طريق القياس الطيفي (قياس امتصاص أطوال موجية معينة من الضوء) أو النظر العادي بالعين المجردة. ومن غير الواضح أي طريقة هي الأفضل.